# Lodi AVA
 Lodi AVA (anerkannt seit 1986) ist ein Weinbaugebiet im US-Bundesstaat Kalifornien und ist Teil der überregionalen Appellation Kalifornien. Die gesamte anerkannte Fläche beträgt 223.000 Hektar (551.500 acre) von denen aktuell jedoch ca. 36.000 Hektar tatsächlich bestockt sind. Das Gebiet liegt im nördlichen Teil des San Joaquin Valley längs der San Francisco Bay, innerhalb des Verwaltungsgebiets Sacramento County. Namensgebend ist die Stadt Lodi.

## Geschichte
Weinbau ist im Gebiet Lodi schon seit Mitte des 19. Jahrhunderts bekannt. Insbesondere an den Ufern des Calaveras River, einem Nebenfluss des San Joaquin River, fanden Siedler Wildreben. Der Calaveras River wurde von den Siedlern zeitweise Wine Creek genannt.

## Geografie und Klima
Lodi hat ein mit dem europäischen Mittelmeer vergleichbares Klima mit warmen Sommern aber mit einem ausgeprägten Gefälle zwischen Tages- und Nachttemperaturen. Typisch sind die mit sandigen Lehm vermischten großen Kieselsteine, die stellenweise den Boden gänzlich übersäen und damit ein ähnliches Bild wie in Châteauneuf-du-Pape ergeben. Um dem Gedanken des Terroirs Rechnung zu tragen, wurde das Weinbaugebiet in Unterzonen unterteilt. In den Zonen Alta Mesa AVA, Borden Ranch AVA, Clements Hills AVA, Cosumnes River AVA, Jahant AVA, Mokelumne River AVA, Sloughhouse AVA sind die Bodentypen und das Mikroklima homogener, als es dies in einem großen Gebiet möglich wäre.

## Weinbau
Trotz der beeindruckend langen Liste der vorhandenen Rebsorten ist der Bereich insbesondere für seine alten Zinfandel – Anpflanzungen bekannt. Darüber hinaus sind die wichtigsten Rebsorten Merlot, Chardonnay, Cabernet Sauvignon und Sauvignon Blanc.